# 川口神社 (川口市)
川口神社（かわぐちじんじゃ）は、埼玉県川口市にある神社である。旧社格は県社。中央・幸栄・並木地区13町村の氏神であるとともに、川口の総鎮守として崇敬される。

## 祭神
- 素盞嗚尊（すさのおのみこと）
- 菅原道真公（すがわらのみちざねこう）
- 宇迦之御魂命（うかのみたまのみこと）
- 保食命（うけもちのみこと）
- 金山彦命（かなやまひこのみこと）

を祀る。金山彦命は鉱業・鍛冶の神であり、川口で盛んな鋳物の守護神とされる。

## 歴史
創建の由緒の記録は水害により失われており不明であるが、社伝では天慶年間（938年 - 947年）に足立郡司判官代・武蔵武芝によって創建されたと伝える。当初は氷川社と称し、氷川大明神とも称された。
1873年（明治6年）に村社に列格し、後に川口町内の天神社（菅原道真）、稲荷社3社（宇迦之御魂命・保食命）、金山社（金山彦命）を順次合祀して、1909年（明治42年）、社名を川口神社に改めた。1933年（昭和8年）、川口市の市制施行により総鎮守となり、1935年（昭和10年）、県社に昇格した。

## 境内社
金山神社
川口神社の別宮で、金山彦命を祀る。例祭日は5月第2土曜日（かつては11月19日であった）。金山町の氏神。1909年（明治42年）、神社合祀により川口神社へ合祀された金山社（金山権現社）を、戦後になって国家神道の規制が外れたことで氏子の要望により、1955年（昭和30年）頃に川口神社の旧社殿を使用して別宮とし、分霊を奉祀したもの。
梅ノ木天神社
菅原道真公を祀る。例祭日は3月25日。1894年（明治27年）、川口町字新屋敷の氏神であった天神社を神社合祀により川口神社へ合祀。1936年（昭和11年）、川口第一尋常高等小学校（現・本町小学校）の校長の要望により分霊を遷座して梅ノ木天神社とした。戦後、米軍の要請により川口神社へ社殿ごと返還され、そのまま奉祀している。1992年（平成4年）5月27日に新社殿の遷座祭が行われた。
三社合殿
杉山稲荷神社（中央）
第六天社（左）
石神井社（右）
梅ノ木天神社と八雲社の間に鎮座する。社殿は中央が一段高くなっている。
八雲社
スサノオノミコトを祀る。旧金山社（金山権現社）社殿を使用している。1909年（明治42年）に金山社が川口神社へ合祀された後も旧社地（川口町字塚越）に残されていたが、1912年（大正元年）頃に現在地へ遷座し、八雲社となった。旧川口町内最古となる宝永4年（1707年）建立の社殿で市の指定文化財であり、1935年（昭和10年）、1994年（平成6年）に大修理が行われた。
金刀比羅社
八雲社と川口護國神社の間に鎮座する。社号額には「金刀比羅宮」と書かれている。
川口護國神社
国家公共につくした人の神霊を祀る。例祭日は4月第2土曜日。1948年（昭和23年）4月、川口市長の指導により川口市役所にあった神殿を現在地へ移設し、西南戦争から太平洋戦争で戦没した川口出身者の英霊を祭る護国神社として設立した。左側に後述する小池幸三郎の像がある。
浅間神社（富士塚）
浅間大神を祀る。「大正講」が1929年（昭和4年）9月に設置した富士塚を、2014年（平成26年）10月に現在地へ移設拡張したもの。

## 行事
境内説明板にある主要祭日は以下の5つ。
- 祈年祭（2月17日）
- 金山神社例祭（5月第2土曜） - 境内の神楽殿にて獅子舞が奉納される。
- 川口神社例祭（10月19・20日） - 境内の神楽殿にて獅子舞が奉納される。2008年10月に行われた例祭では、4人の舞姫による巫女舞が奉納された。
- 新嘗祭（11月23日）
- 大歳祭（おかめ市）（12月15日） - 神社付近には多数の露店が出店する。

## 境内の展示物
日露戦争の第二回旅順港閉塞作戦で福井丸に乗り組み広瀬武夫らとともに戦死した、川口出身の海軍一等機関兵小池幸三郎の胸像がある。
また、日露戦争の勝利を記念して建設された凱旋橋の由来を記した「凱旋橋之碑」がある。橋そのものは、川口郵便局近くに欄干が片側のみ現存。橋、碑ともに2009年（平成21年）に市の指定文化財となった。